# Spjutbäraren
Spjutbäraren eller Doryforos är en av den antika grekiske skulptören Polykleitos mest kända skulpturer.  
Det förlorade bronsoriginalet antas ha tillverkats omkring 440 f.Kr. Skulpturen finns dock bevarad i ett stort antal kopior, flertalet utförda i marmor i romersk tid. Den mest kända kopian grävdes fram i Pompeji och förvaras nu på Museo Archeologico Nazionale i Neapel. Skulpturen föreställer en muskulös yngling som med sin vänstra hand håller ett spjut. Möjligen ska atleten föreställa hjälten Akilles.    
Skulpturen kallas även Kanon efter den skrift som Polykleitos författande om proportionslära i konsten (namnet har även gett upphov till termen kulturkanon). Han angav där människokroppens ideala proportioner och applicerade sedan dessa principer i Spjutbäraren. Statyn kom att bli en djupt beundrad av romarna och det finns starka drag av den i Augustus från Prima Porta.